# Macaque à bonnet
Macaca radiata · Bonnet chinois, Macaque commun
Ne doit pas être confondu avec Chapeau chinois.
Espèce
Statut de conservation UICN

 VU  : Vulnérable
Statut CITES
Le Macaque à bonnet (Macaca radiata) est une espèce de singes de la famille des Cercopithecidae qui vit en Inde.

## Dénominations
L'espèce est également appelée Macaque bonnet chinois, ou simplement Bonnet chinois en raison de la forme de sa tête qui évoque le couvre-chef asiatique. On rencontre aussi parfois le nom Macaque commun.

## Caractéristiques générales

### Mensurations
Poids
- Mâle : 5,5 à 9 kg
- Femelle : 3 à 5 kg

Taille
- Longueur tête + corps :
  - Mâle : 450 à 590 mm
  - Femelle : 400 à 515 mm
- Longueur de la queue :
  - Mâle : 475 à 675 mm
  - Femelle : 350 à 570 mm

## Reproduction
Une étude a montré que les femelles qui se reproduisent perdent du poids, tandis que celles qui n'ont pas de petits dans l'année augmentent leur masse corporelle. La perte de poids a lieu essentiellement lors de la lactation, plutôt que pendant la gestation.
Les mâles adultes subissent également une perte de poids pendant la saison de reproduction, qu'ils compensent par la suite. Les mâles subadultes ne connaissent pas de telles variations saisonnières de poids. La masse corporelle peut avoir un impact sur les performances reproductives, aussi bien des mâles que des femelles, et n'est pas corrélée au rang dans la hiérarchie de dominance. De plus, le statut de dominance n'affecte pas la masse des nouveau-nés.

## Organisation sociale
Chez le Macaque à bonnet, les mâles habituellement quittent leur groupe natal tandis que les femelles y demeurent à vie (on dit qu'elles sont philopatriques) le plus souvent bien que quelques cas de transfert aient été décrits chez des femelles.

## Habitat

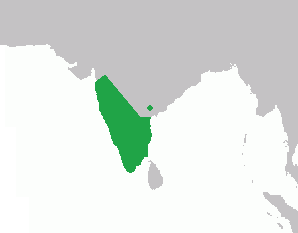
Répartition géographique

Les femelles issues de groupes vivant dans des forêts de petite taille ou très fragmentée ont une masse corporelle significativement plus faible que celles issues de groupes vivant dans de grandes forêts.

## Nutrition
Le Macaque à bonnet est omnivore. On le trouve souvent à proximité des maisons où il se nourrit dans les poubelles de déchets des repas des humains.

## Galerie

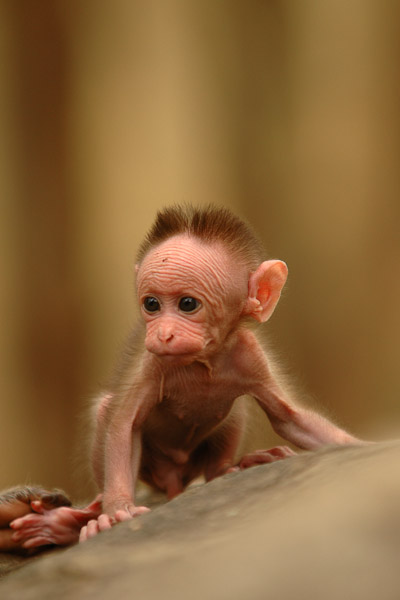
Bébé.
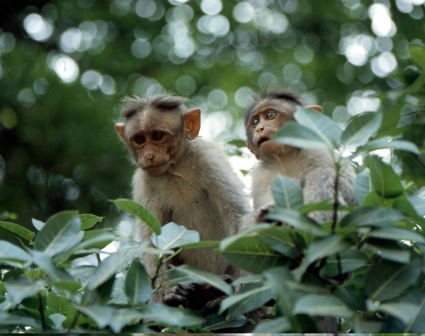
Jeunes.
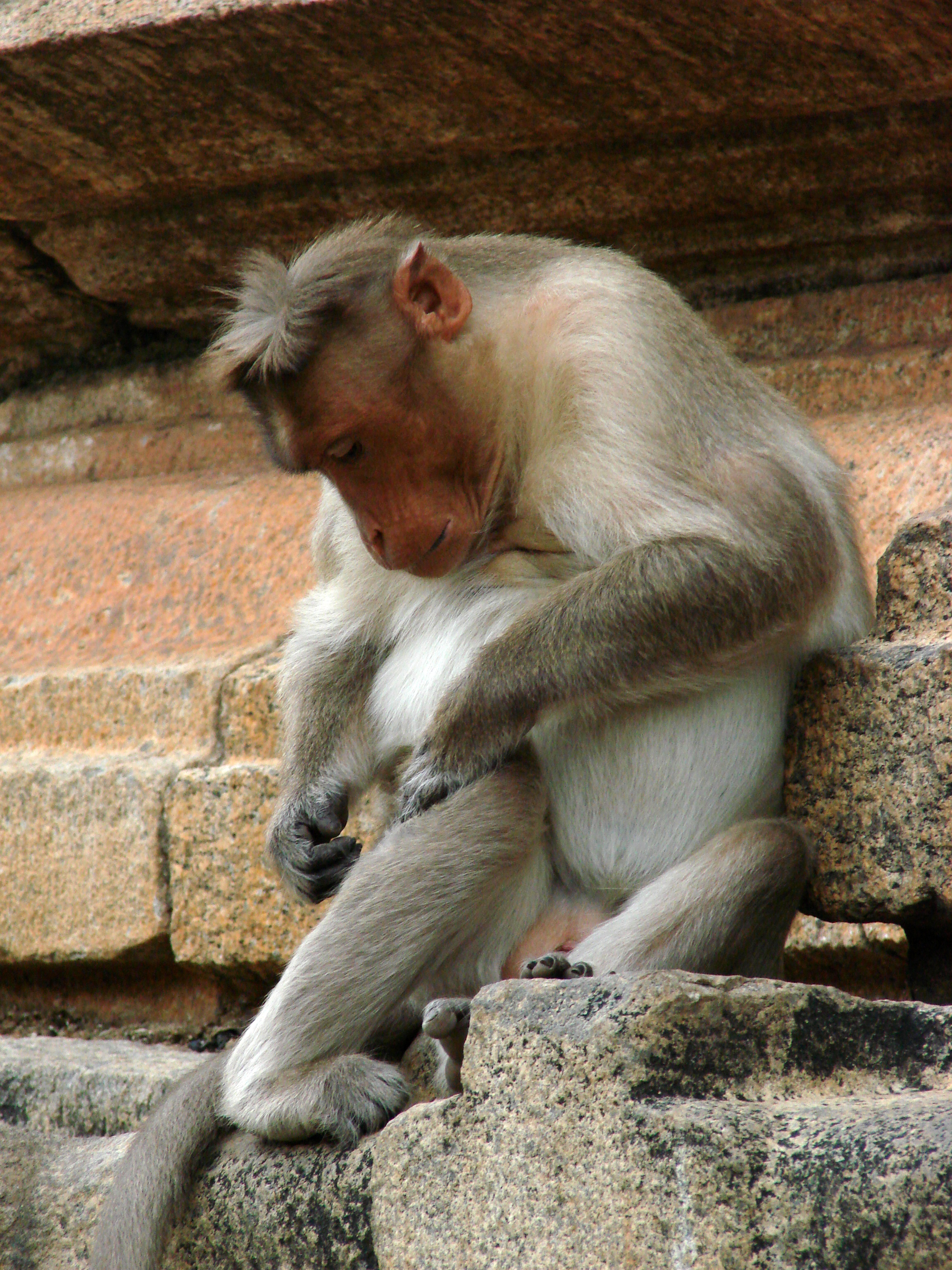
Macaque à bonnet dans le temple de Sri Ranganathaswamy (Srirangam).
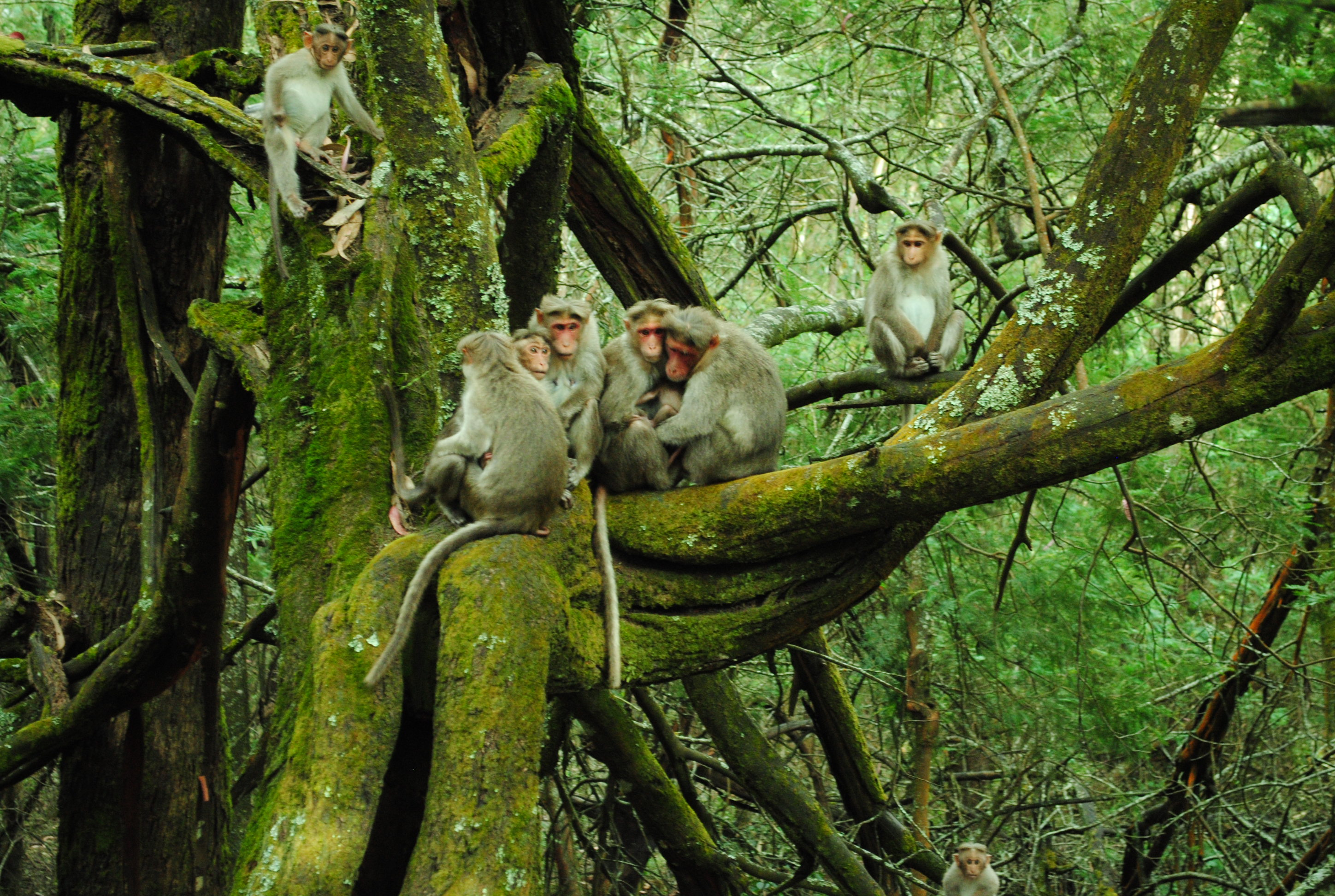
Macaques à bonnet sur un arbre couvert de mousse.
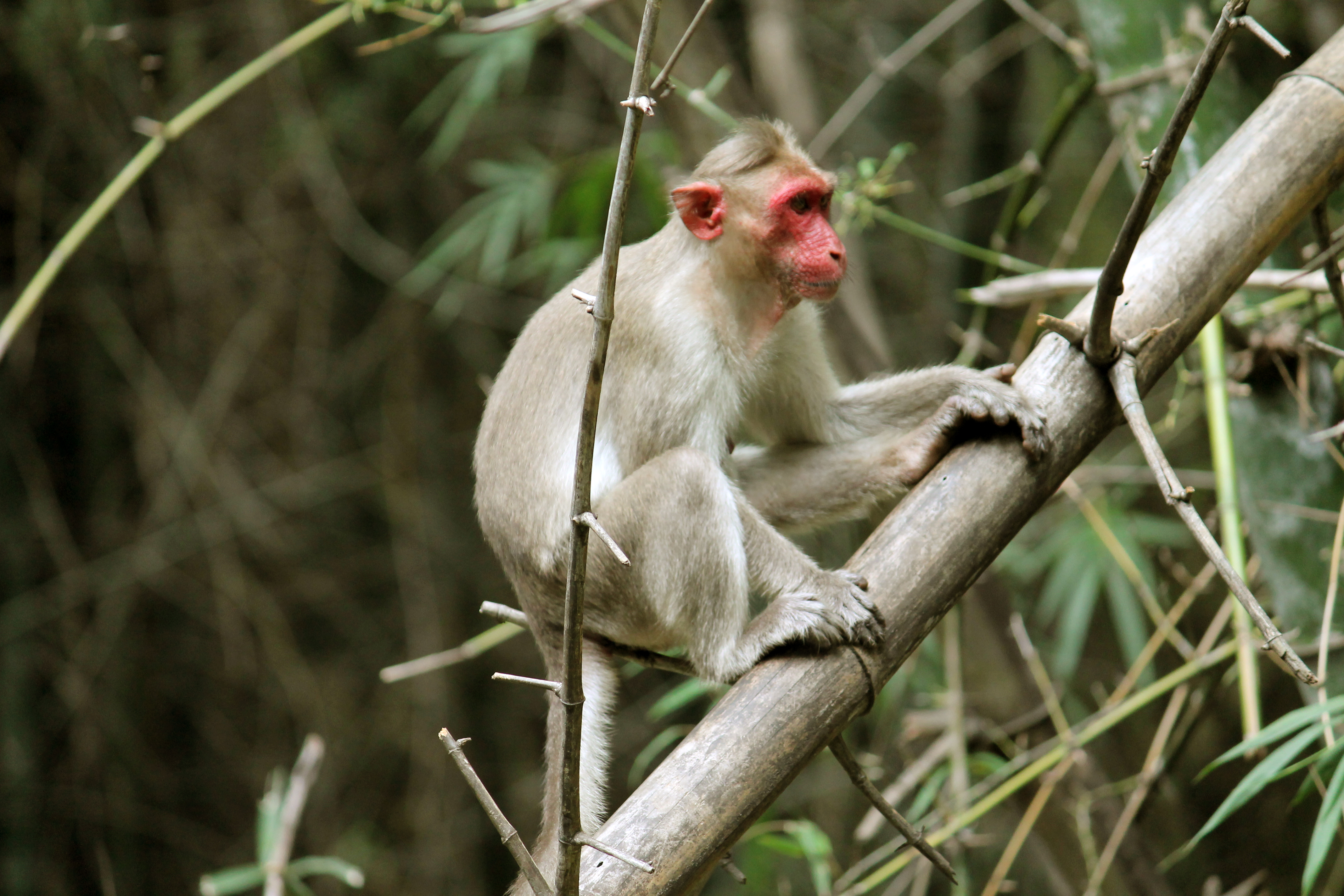
Macaque à bonnet dans les forêts de Kalrayan Hill (Tamil Nadu, Inde).
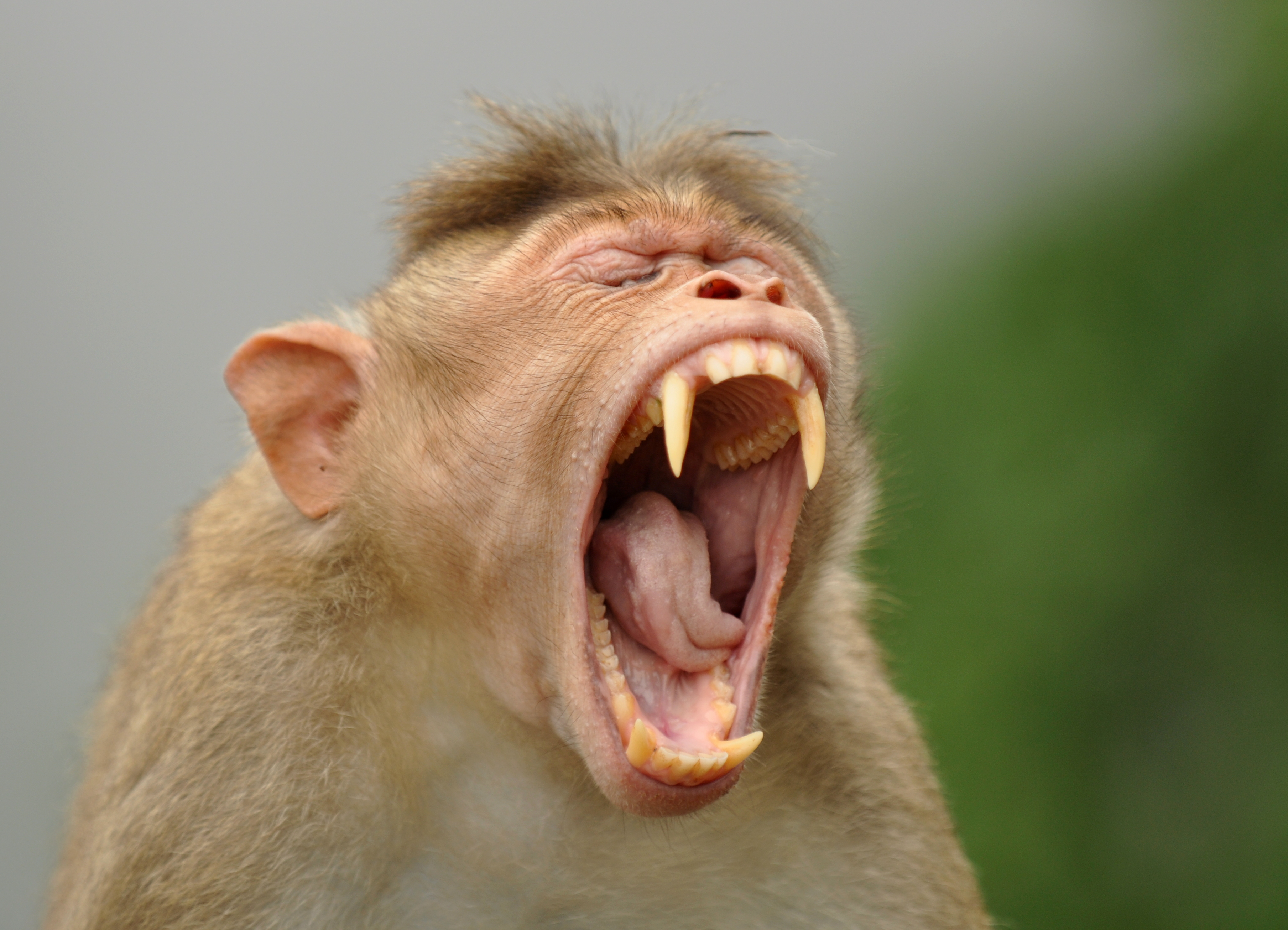
Macaque à bonnet bâillant, Karnataka (Inde).
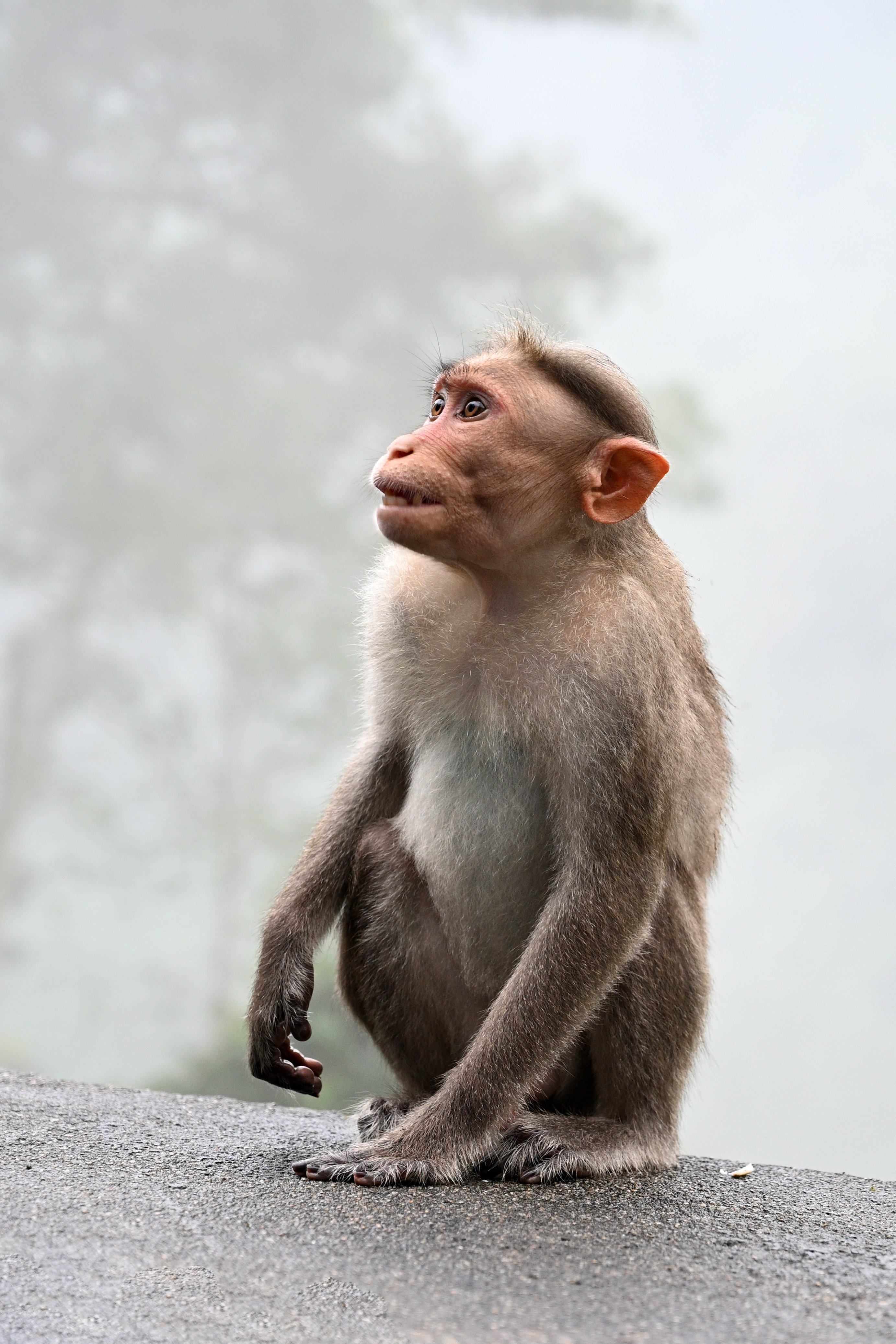
Un macaque à bonnet regardant quelque chose.